# Джір-Ґавабер (Ляхіджан)
Джір-Ґавабер (перс. جيرگوابر) — село в Ірані, у дегестані Агандан, у Центральному бахші, шагрестані Ляхіджан остану Ґілян. За даними перепису 2006 року, його населення становило 90 осіб, що проживали у складі 27 сімей.

## Клімат
Середня річна температура становить 14,71 °C, середня максимальна – 28,66 °C, а середня мінімальна – 0,42 °C. Середня річна кількість опадів – 1116 мм.
| Клімат поселення                              | Клімат поселення | Клімат поселення | Клімат поселення | Клімат поселення | Клімат поселення | Клімат поселення | Клімат поселення | Клімат поселення | Клімат поселення | Клімат поселення | Клімат поселення | Клімат поселення | Клімат поселення |
| Показник                                      | Січ.             | Лют.             | Бер.             | Квіт.            | Трав.            | Черв.            | Лип.             | Серп.            | Вер.             | Жовт.            | Лист.            | Груд.            |                  |
| Середній максимум, °C                         | 10,86            | 11,00            | 12,70            | 18,05            | 21,88            | 26,59            | 28,66            | 28,49            | 24,53            | 21,28            | 17,09            | 12,62            |                  |
| Середня температура, °C                       | 5,64             | 5,77             | 7,49             | 12,83            | 16,66            | 21,38            | 24,35            | 24,16            | 20,22            | 16,96            | 12,77            | 8,30             |                  |
| Середній мінімум, °C                          | 0,42             | 0,56             | 2,26             | 7,61             | 11,44            | 16,16            | 20,02            | 19,85            | 15,90            | 12,64            | 8,45             | 3,98             |                  |
| Норма опадів, мм                              | 106              | 89               | 86               | 48               | 46               | 32               | 32               | 57               | 125              | 196              | 163              | 136              |                  |
| Середньомісячна швидкість вітру, м/с          | 2.38             | 2.53             | 2.50             | 2.40             | 2.34             | 2.46             | 2.60             | 2.30             | 2.10             | 2.08             | 2.08             | 2.21             |                  |
| Середньомісячна сонячна радіація, кДж/м²·день | 7110             | 9188             | 11094            | 15525            | 19618            | 21565            | 22191            | 18837            | 15393            | 10899            | 8725             | 6757             |                  |
| --------------------------------------------- | ---------------- | ---------------- | ---------------- | ---------------- | ---------------- | ---------------- | ---------------- | ---------------- | ---------------- | ---------------- | ---------------- | ---------------- | ---------------- |
| Джерело:                                      |                  |                  |                  |                  |                  |                  |                  |                  |                  |                  |                  |                  |                  |